# Claraeola sicilis
Claraeola sicilis är en tvåvingeart som beskrevs av Skevington 2002. Claraeola sicilis ingår i släktet Claraeola och familjen ögonflugor. Inga underarter finns listade i Catalogue of Life.